# Patricia Ja Lee
Patricia Ja Lee es una actriz estadounidense. Es conocida por sus papeles de Cassie Chan, la Pink Ranger en las series de televisión Power Rangers Turbo y Power Rangers en el espacio, y como la actriz de voz y captura de movimiento de Jill Valentine en numerosas entregas de la franquicia de videojuegos Resident Evil. También interpretó a Haruhi Suzumiya en la primera temporada de ASOS Brigade, una serie de vídeos de acción en vivo para promocionar el programa.
Además de sus papeles en la pantalla, Lee también hizo trabajos de voz en muchas adaptaciones dobladas al inglés de animes japoneses.

## Carrera
Lee comenzó a actuar en 1987, cuando tenía 12 años. Diez años después, Lee consiguió su papel más conocido. cuando consiguió el papel de Cassie Chan, la Ranger Rosa para Power Rangers Turbo, un papel que continuaría desempeñando en Power Rangers en el espacio. En 1999, prestó su voz a Meifa Puzi en Cowboy Bebop. En 2001, Lee consiguió el papel principal femenino en la aventura de acción de Golden Harvest Extreme Challenge.

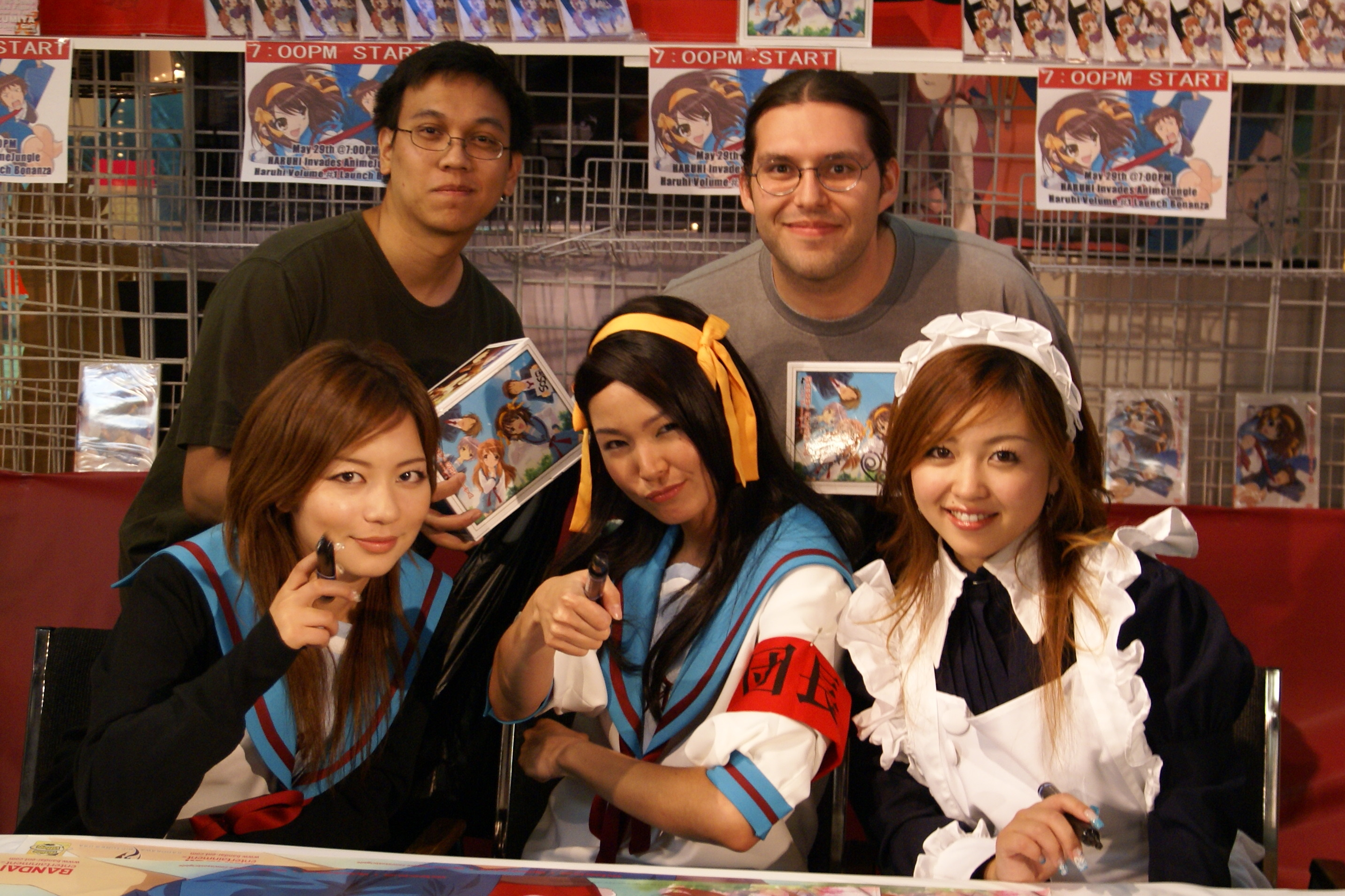
Lee con el elenco de ASOS Brigade en 2006.

Interpretó a Haruhi Suzumiya en la primera serie de videos promocionales de acción real lanzada por Bandai Entertainment el 22 de diciembre de 2006, para anunciar la licencia R1 de Suzumiya Haruhi no Yūutsu. Aquí, se la acreditada como Patricia Lee, aunque en los primeros videos se refería a sí misma como Patricia Ja Lee. Antes de que se anunciara el elenco en inglés de la serie animada, se especuló que ella también podría ser la voz de Haruhi. En julio de 2007, Patricia apareció en Anime Expo durante el concierto de la Brigada SOS. Cristina Vee la reemplazó para la segunda serie de videos promocionales. Lee apareció en el anime Haruhi como la voz de Mizuki Okajima, la baterista de la banda de estudiantes ENOZ. Lee repitió este papel en Nagato Yuki-chan no Shōshitsu.
Lee apareció en un anuncio de Bolonia de Oscar Mayer de 2007 como jueza del concurso de ortografía.
El papel más notable de Lee es el de Jill Valentine de la franquicia Resident Evil. Ella proporcionó el papel de voz y captura de movimiento para el personaje en Resident Evil 5, lanzado en 2009. Casi un año después del lanzamiento de Resident Evil 5, Capcom produjo una edición Gold, con dos nuevos escenarios, ambos protagonizados por el personaje Jill Valentine. Lee repitió su papel en ambos escenarios, titulados Lost In Nightmares y Desperate Escape.
En 2009 apareció en la Anime Expo junto a sus ex coprotagonistas de Power Rangers, Selwyn Ward, Blake Foster, Roger Velasco y Christopher Khayman Lee como invitada destacada en el panel de Power Rangers. Su última aparición como actriz fue en el juego Teppen de 2019.

## Filmografía

### Doblajes en anime
| Año  | Título                                     | Papel                                                | Notas                                                             |
| ---- | ------------------------------------------ | ---------------------------------------------------- | ----------------------------------------------------------------- |
| 1987 | Royal Space Force: The Wings of Honnêamise | Riquinni Nonderaiko                                  | Película                                                          |
| 1988 | Akira                                      | Voces adicionales                                    | Película; acreditada como Pee Jay Lee; versión de Animaze de 2001 |
| 1991 | Mobile Suit Gundam 0083: Stardust Memory   | Voces adicionales                                    | Serie                                                             |
| 1998 | Battle Athletes                            | Estudiante de último año A; Estudiante; Comentarista | OVA                                                               |
| 1998 | El Hazard: The Alternative World           | Afura Mann                                           | Serie                                                             |
| 1998 | Serial Experiments Lain                    | Mika Iwakura                                         | Serie                                                             |
| 1999 | Battle Athletes Victory                    | Enfermera, voces adicionales                         | Serie                                                             |
| 1999 | Cowboy Bebop                               | Meifa Puzi                                           | Serie                                                             |
| 2001 | Gate Keepers                               | Megumi Kurogane                                      | Serie                                                             |
| 2007 | Suzumiya Haruhi no Yūutsu                  | Mizuki Okajima                                       | Serie                                                             |
| 2008 | Lucky☆Star                                 | Patricia Martin                                      | Serie                                                             |
| 2015 | The Disappearance of Nagato Yuki-chan      | Mizuki Okajima                                       | Serie                                                             |

### Otros papeles
| Año  | Título                                 | Papel                              | Notas                                                |
| ---- | -------------------------------------- | ---------------------------------- | ---------------------------------------------------- |
| 1997 | Power Rangers Turbo                    | Cassie Chan / Pink Turbo Ranger II | Protagonista; 28 episodios                           |
| 1998 | Power Rangers en el espacio            | Cassie Chan / Pink Space Ranger    | Protagonista; 43 episodios                           |
| 1999 | Power Rangers Lost Galaxy              | Cassie Chan / Pink Space Ranger    | 2 episodios                                          |
| 1999 | Power Rangers: The Lost Episode        | Cassie Chan                        | Episodio especial (material de archivo)              |
| 2001 | Dei seung chui keung                   | Tang Ning                          | Película                                             |
| 2001 | Phase Paradox                          | Uma Remick                         | Juego; voz; acreditada como PJ Lee                   |
| 2006 | ASOS Brigade                           | Haruhi Suzumiya                    | Protagonista                                         |
| 2006 | Hollywood Kills                        | Barback                            | Película                                             |
| 2007 | Resident Evil: The Umbrella Chronicles | Jill Valentine                     | Juego; voz, sin acreditar                            |
| 2009 | Resident Evil 5                        | Jill Valentine                     | Juego; voz y captura de movimiento                   |
| 2010 | Resident Evil 5: Gold Edition          | Jill Valentine                     | Juego; voz y captura de movimiento para el nuevo DLC |
| 2011 | Resident Evil: The Mercenaries 3D      | Jill Valentine                     | Juego; voz                                           |
| 2014 | Power Rangers Super Megaforce          | Cassie Chan / Pink Space Ranger    | Episodios: “Legendary Battle”/“The Legendary Battle” |
| 2019 | Teppen                                 | Jill Valentine                     | Juego; voz                                           |